# Teodor Piotrowski

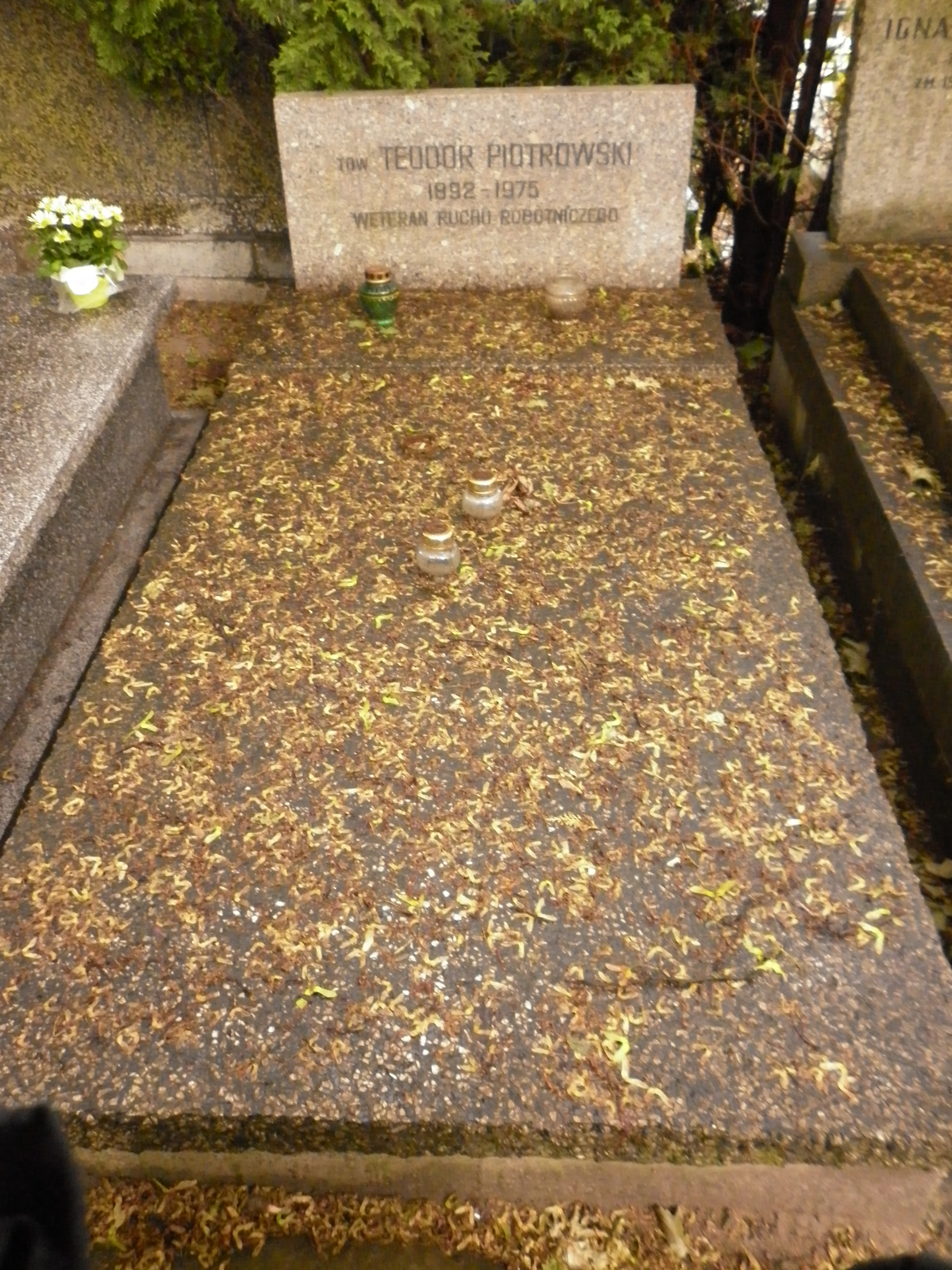
Grób Teodora Piotrowskiego na cmentarzu Wojskowym na Powązkach w Warszawie

Teodor Jan Piotrowski (ur. 8 listopada 1892 w Stawiskach, pow. kolneńskim, zm. 18 lipca 1975 w Warszawie) – działacz spółdzielczy, polityk.

## Życiorys
Urodził się w rodzinie Józefa i Marianny z Kozłowskich. Od 1912 pracował jako pomocnik sekretarza Urzędu do Spraw Włościańskich w Makowie Mazowieckim, od października 1915 w resorcie rolnictwa w Piotrogrodzie, a od 1918 na posadzie zastępcy sekretarza Wydziału Sejmiku Powiatowego w Makowie. Podczas wojny polsko-bolszewickiej 1920, w czasie ofensywy Armii Czerwonej, organizował Powiatowy Komitet Rewolucyjny. W związku z tą działalnością po wyparciu bolszewików aresztowany. Dzięki wstawiennictwu okolicznej ludności uniknął za to kary, lecz został zwolniony z pracy w samorządzie i przez pół roku był bezrobotny. W tym czasie związał się z PPS, został w 1921 płatnym lustratorem okręgowego Związku Polskich Stowarzyszeń Spółdzielczych, następnie kierownikiem kooperatywy urzędniczej w Makowie. Po ukończeniu kursu dla kierowników gospodarczo rozwiniętych spółdzielni objął w 1925 stanowisko prezesa Zarządu Spółdzielni Spożywców w Makowie. Od połowy lat 20. XX wieku był członkiem Komitetu Miejskiego PPS. W latach 1927–1933 piastował mandat ławnika magistratu. Równocześnie udzielał się w Zarządzie Towarzystwa Kulturalno-Oświatowego „Lutnia”.
Działał w Związku Spółdzielni Spożywców RP, wszedł w skład Rady Okręgowej organu samorządowego utworzonego w 1926 przy Oddziale Warszawskim ZSS RP, a w latach 1930–33 był przewodniczący Rady. W 1933 został przewodniczącym Zarządu Związkowej Spółdzielni Pracowników Kolejowych w Krakowie. W 1938 wybrany do Rady Miejskiej w Krakowie. W 1939 objął kierownictwo związkową Spółdzielnią; został też prezesem Rady Okręgowej „Społem”.
Podczas II wojny światowej, we wrześniu 1942, aresztowany przez gestapo i dwa miesiące przebywał w Więzieniu Montelupich. Od marca 1944 ukrywał się na wsi pod Warszawą. Nawiązał kontakt z Robotniczą Partią Polskich Socjalistów, brał udział w tworzeniu aparatu gospodarczego PKWN – pełnił obowiązki zastępcy kierownika Resortu Gospodarki Narodowej, następnie zastępcy szefa Biura Ekonomicznego – w reorganizacji ruchu spółdzielczego i odbudowie PPS. W latach 1944–1947 był posłem do KRN. Od 5 grudnia 1944 do 31 grudnia 1944 był kierownikiem Resortu Aprowizacji i Handlu PKWN. Następnie – do 7 kwietnia 1945 – był ministrem aprowizacji i handlu w rządzie Edwarda Osóbki-Morawskiego, a jednocześnie został przewodniczącym Zarządu Związku Gospodarczego Spółdzielni RP „Społem”. Od 1948 należał do PZPR. Od lutego 1948 do października 1951 pracował na stanowisku przewodniczącego Komisji Likwidacyjnej „Społem”. Był dyrektorem Departamentu Zbytu w Ministerstwie Przemysłu Rolnego i Spożywczego. Przez wiele lat działał jako wiceprzewodniczący Komisji do Spraw Działaczy przy Komitecie Warszawskim i w dzielnicy Mokotów PZPR.
Był mężem Bronisławy z Kowalewskich, dzieci nie mieli.
Zmarł w Warszawie, pochowany na cmentarzu Wojskowym na Powązkach (kwatera D33-1-5).

## Ordery i odznaczenia
- Order Sztandaru Pracy I klasy (1972)[1]
- Krzyż Komandorski z Gwiazdą Orderu Odrodzenia Polski (1945)[1]
- Złoty Krzyż Zasługi (25 listopada 1947)[3]
- Medal za Warszawę 1939–1945 (17 stycznia 1946)[4]
- Medal 10-lecia Polski Ludowej (22 lipca 1955)[5]
- Złota Odznaka honorowa „Za Zasługi dla Warszawy” (1967)[6]